# Bratteato di Undley
Il Bratteato di Undley è un bratteato del V secolo rinvenuto ad Undley Common, nei pressi di Lakenheath, Suffolk (52°24′00″N 0°28′48″E). Riporta la più antica iscrizione runica riconducibile al Fuþorc anglo-frisone (derivato dal germanico Fuþark antico).
L'immagine del bratteato è un adattamento della moneta Urbs Roma battuta da Costantino I, raffigurante la testa con elmo dell'imperatore e l'immagine di Romolo e Remo allattati dalla lupa su una faccia. Ha il diametro di 2,3 cm e pesa 2,24 grammi. Potrebbe essere stato coniato in Germania settentrionale o in Scandinavia meridionale, ed in seguito portato in Inghilterra da un colono anglosassone.
L'iscrizione si legge come:
ᚷᚫᚷᚩᚷᚫᛗᚫᚷᚫᛗᛖᛞᚢ  [le vocali della prima parola vengono scritte come legature]
g͡æg͡og͡æ – mægæ medu,
La o è la più antica forma conosciuta di una runa  os  ᚩ in contrasto alla æsc  ᚫ.
Il mægæ medu viene interpretato "ricompensa per i parenti" facendo riferimento al bratteato stesso. Il gægogæ sembra un'invocazione magica o un pianto di battaglia, paragonabile al g͡ag͡ag͡a sull'asta di lancia Kragehul I: in entrambi i casi il ga (gæ, go) sono scritti come rune legate, ovvero la forma ad X della gyfu ha i lati attaccati per le vocali. Dal momento che l'unica differenza tra æ e o è la leggera inclinazione dei lati, l'iscrizione mostra solo una leggera cadenza di anglo-frisone.